# Ippotontide
Ippotontide od Ippotoontide (in greco antico: Ἱπποθοντίς?, Hippothontís) era l'ottava delle dieci tribù di Atene istituite dalla riforma di Clistene, avente come eroe eponimo Ippotonte, figlio di Nettuno.

## Demi
La tribù Ippotontide comprendeva, come le altre, una trittia della Mesogea, una della Paralia e una dell'asty, alle quali inizialmente appartenevano 4 (forse), 7 (forse) e 6 demi, aventi rispettivamente 11 (forse), 20 (forse) e 19 buleuti, per un totale di 17 demi e 50 buleuti.
I demi calarono a 14 nel 307 a.C. e a 13 nel 224 a.C., risalirono a 15 per qualche mese nel 201 a.C., scendendo subito dopo a 14, e infine divennero 13 nel 126. Questo è l'elenco:

### Trittia della Mesogea
- Anacea
- Ereade
- Decelea
- Eo Deceleico (dal 224 a.C. Tolemaide, dal 201 a.C. Attalide)

### Trittia della Paralia
- Acherdunte
- Auride (forse dal 307 a.C. Antigonide, dal 201 a.C. di nuovo Ippotontide)
- Azenia
- Eleunte (dal 126 Adrianide)
- Eleusi
- Copro
- Enoe (dal 307 a.C. Demetriade, dal 224 a.C. Tolemaide)

### Trittia dell'asty
- Amaxantia
- Ciriade
- Cele (dal 307 a.C. Demetriade, dal 201 a.C. di nuovo Ippotontide)
- Coridallo (dal 201 a.C. Attalide)
- Pireo
- Timetade